# 七彩湖
23°45′0.4″N 121°14′8.78″E / 23.750111°N 121.2357722°E
七彩湖，舊稱鹿池、七星湖，是臺灣中央山脈的一座湖泊，海拔2980公尺，位於花蓮縣萬榮鄉（近南投縣信義鄉交界），六順山北方3公里處，屬布農族丹社群的傳統領域與獵場。

## 簡介

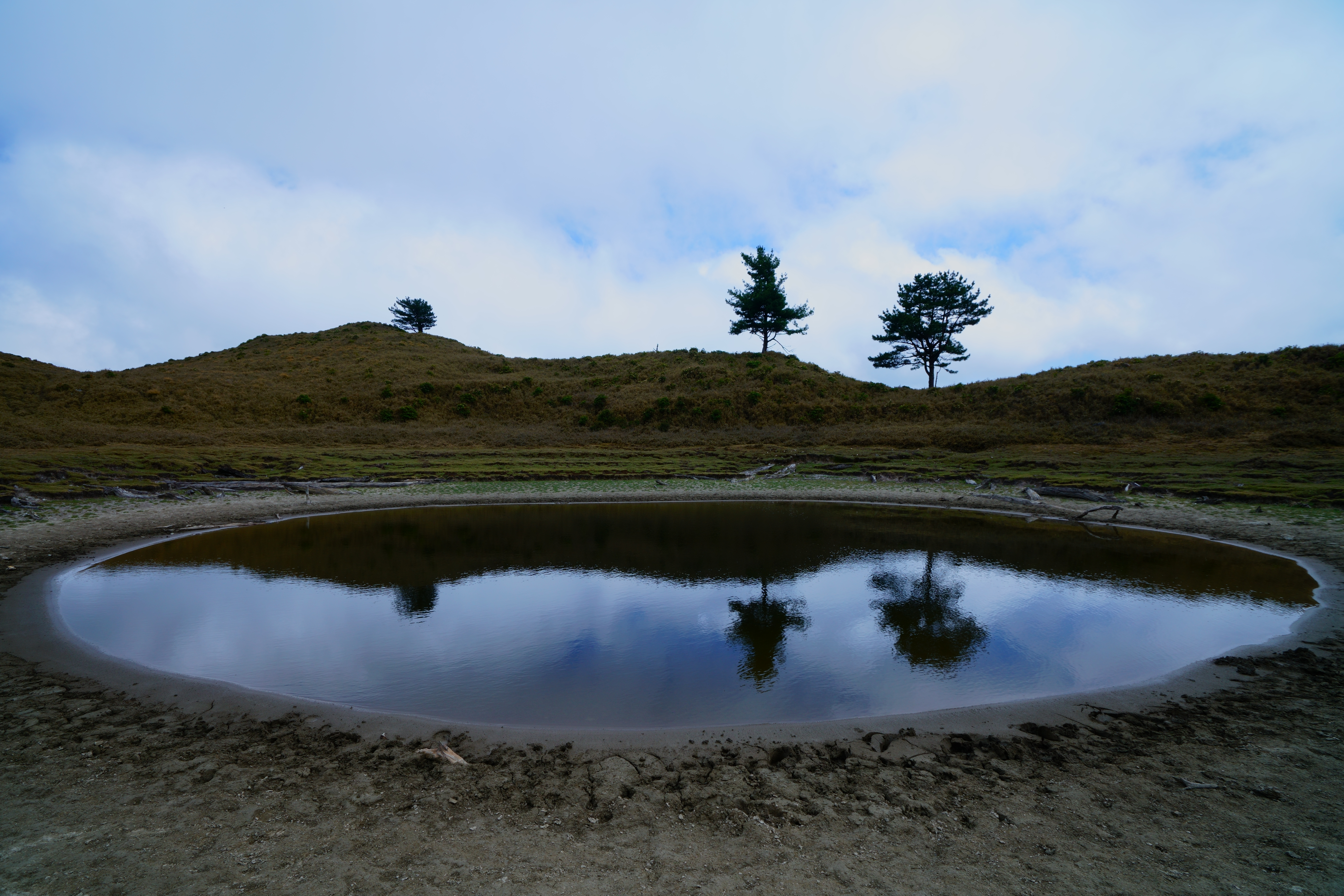
七彩湖妹池

早期的七彩湖並未用中文命名之，也因為在黃昏及夜晚有成群水鹿集聚於湖畔飲水，故有「鹿湖」、「鹿池」之稱，後來為開採山林資源而在七星崗架設工作站，故以「七星湖」為名。直到1970年代，林文安途經該湖，無意間看見日出光照湖面時呈現七彩斑斕的絢麗彩光而得名，沿用至今仍廣為稱之。該湖有一大一小兩座，小的稱為七彩湖妹池，兩湖之間相距約500公尺。
湖水面積大約2公頃，相較於翠峰湖，七彩湖在台灣的高山湖泊是屬面積第二大（滿水位）。七彩湖最深可達8公尺，是台灣第二深的高山湖泊，僅次於大鬼湖的34公尺深。其周圍和湖底大多為沙礫夾雜的岩碎片，其湖水清澈見底，但不適合生飲。鄰近台灣百岳之一的六順山（3009公尺），大部分的登山客都會順登六順山。附近還有一座台灣電力公司的新東西輸電線路工程竣工紀念碑（光華復旦），及一些台電的高壓電塔，兩者形成強烈的對比。

## 路線簡史

### 西線
1995年至1998年間，因台灣電力公司「東電西送」工程，必須沿步道興建便道載運高壓線材料，所以由登山口開闢一條長約12公里的施工便道直抵七彩湖畔，原本可開車直接由南投縣水里鄉由孫海林道經地利村接丹大林道（即從前的丹大越嶺道）直到七彩湖畔。
後來林務局為避免遊客過多而汙染七彩湖，在登山口設路障，使得登山客得在登山口走上3至4小時的路才可到達，但2004年七二水災後，濁水溪沖斷了丹大林道對外聯絡的孫海橋，基於養護山林，中華民國政府並沒有修復。
台電曾搭起便橋，但過沒多久的颱風又把它吹垮，台電又在旁邊搭設吊橋，仍遭颱風摧毀，在橋樑尚未修復前，現在的丹大林道除了仰賴流籠或枯水期渡溪之外，欲前往七彩湖的登山隊伍是無法由西部通行。

### 東線
從前也可從花蓮縣萬榮鄉經萬榮林道上去，然後坐流籠接到林田山鐵道，再乘坐火車到達高登，接著上切一段路可以到達七彩湖。1987年停止開採後，林田山林場關閉，鐵道及流籠也跟著廢棄了，使得造訪七彩湖的登山客，得小心徒步這些廢棄的鐵道，直到2010年代，有新路線替代原有路線，因此路況較為安全。

## 解
1. ↑  意為「埋伏的湖」或「戰湖」。

## 外部連結
- . Hikingbook Inc.   [2024-03-08]. （原始内容存档于2024-03-08）.
- 七彩湖 | TravelKing旅遊王（页面存档备份，存于），內容有七彩湖的介紹
- 卡布的咖啡&單車生活blog 內容有萬榮林道現況
- 卡布的咖啡&單車生活blog[永久] 內容有七彩湖路線中天梯路段
- 卡布的咖啡&單車生活blog 內容有七彩湖路線中林田山鐵道及最後到七彩湖的情景
- 亞馬遜高山接駁 （页面存档备份，存于） 內容有七彩湖路線的活動剪影